# Olga Kiritchenko
Olga Kiritchenko (Ucrania, 27 de enero de 1976) es una nadadora ucraniana retirada especializada en pruebas de estilo mariposa, donde consiguió ser campeona olímpica en 1992 en los 4x100 metros estilos.
Es la esposa del nadador ruso Denis Pankratov.

## Carrera deportiva
En los Juegos Olímpicos de Barcelona 1992 ganó la medalla de bronce en los relevos de 4x100 metros estilos (nadando el largo de mariposa), con un tiempo de 4:05.19 segundos, tras Estados Unidos y Alemania.